# إتش ر. لوك
إتش ر. لوك (بالإنجليزية: H. R. Locke) هو مصور أمريكي، ولد في 1856، وتوفي في 1927.